# Tettigonia tsushimensis
Tettigonia tsushimensis är en insektsart som beskrevs av Joshua R. Ogawa 2003. Tettigonia tsushimensis ingår i släktet Tettigonia och familjen vårtbitare. Inga underarter finns listade i Catalogue of Life.